# Bacchus (Sansovino)
Pour les articles homonymes, voir Bacchus (homonymie).
Bacchus est une sculpture en marbre (hauteur 146 cm) de l'architecte et sculpteur florentin Jacopo Sansovino, datable de 1515 et conservée au Musée national du Bargello à Florence.

## Histoire
L'œuvre a été créée pour décorer le jardin de Giovanni Bartolini à Florence, dans le cadre d'une récupération de l'antiquité classique promue par l'Académie néoplatonicienne. Plus tard, il fut acheté par Cosme Ier et alla décorer son appartement du Palazzo Vecchio avec le David-Apollon de Michel-Ange, le Bacchus de Baccio Bandinelli et le Ganymède de Benvenuto Cellini.
Admiré à Florence et bien plus connu que le Bacchus de Michel-Ange (qui n'arriva dans la ville qu'en 1571 ou 1572), il fut pris comme modèle par les sculpteurs et les peintres. On ne compte plus les citations, les dessins, les reproductions imprimées et les dérivés dans les matériaux les plus divers.
En 1762, la sculpture fut gravement endommagée par l'incendie du couloir ouest des Offices, d'où elle sortit en miettes.
En 1864, Perkins l'appela « l'une des meilleures statues jamais conçues selon l'esprit antique », et Reinach (1897), bien qu'elle ait déjà été publiée par Gori dans le répertoire de la sculpture florentine, la prit pour une œuvre antique, l'incluant dans les iconographies de Dionysos.

## Description et style
La statue évoque le mythe païen de Bacchus, représenté ici comme un jeune dieu qui soulève joyeusement le bol avec lequel les anciens buvaient du vin, le regardant en souriant. Elle fait écho aux œuvres du maître Andrea Sansovino et aux œuvres classiques vues à Rome, ainsi qu'aux fresques très récentes de Raphaël comme Apollon et Marsyas et le Jugement de Salomon dans la voûte de la Chambre de la Signature au Vatican (1508).
On ne sait pas si l'artiste avait comme référence un modèle antique précis ou s'il s'agissait d'une interprétation du passé, entre autres très efficace pour recréer une saveur païenne. Il semble probable que l'artiste se soit inspiré de plusieurs œuvres, dont, comme l'indique Daniela Gallo, l'Apollon du Belvédère pour le protagoniste et l'un des Dioscures di Montecavallo pour le petit satirello derrière lui.

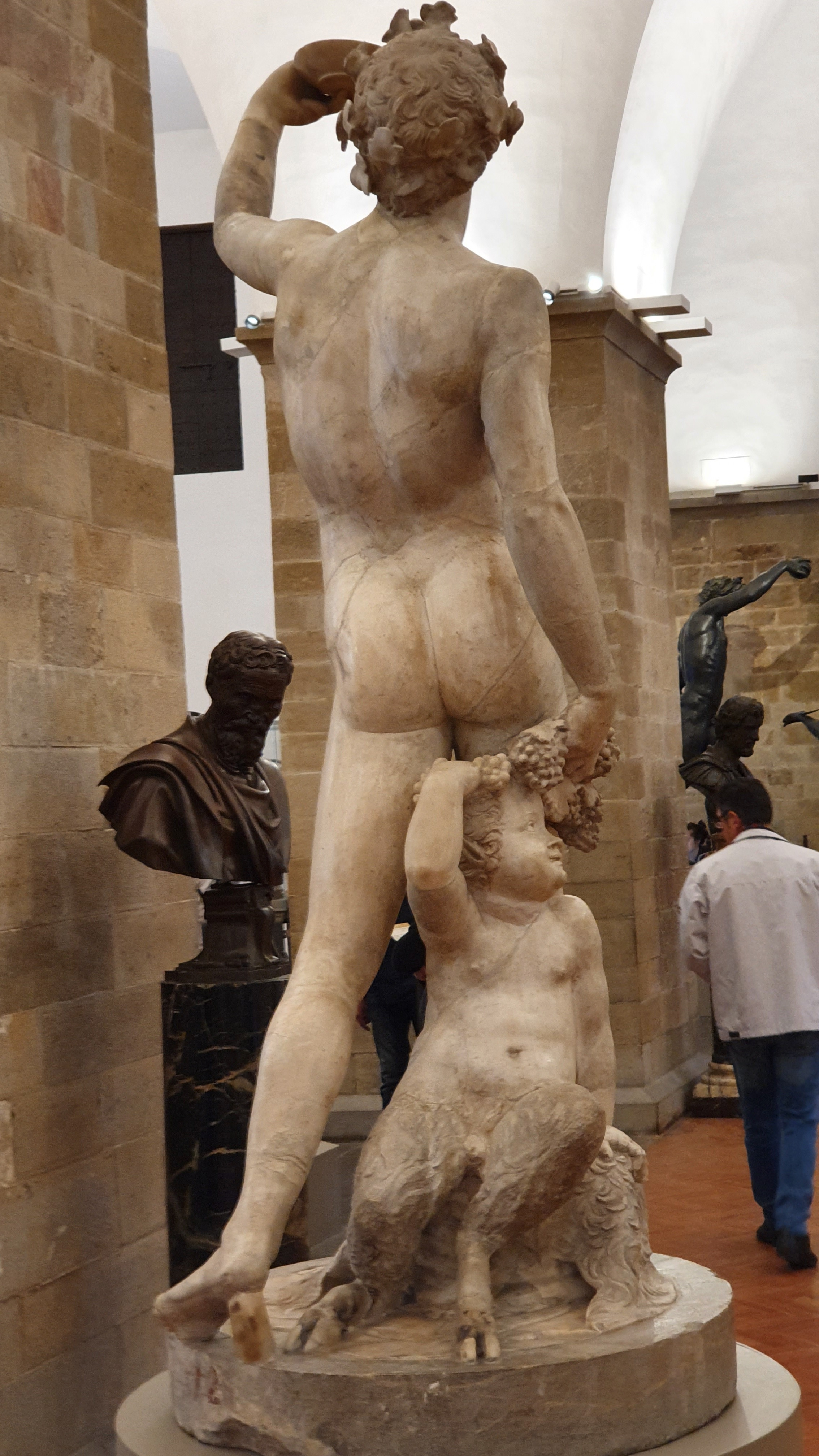
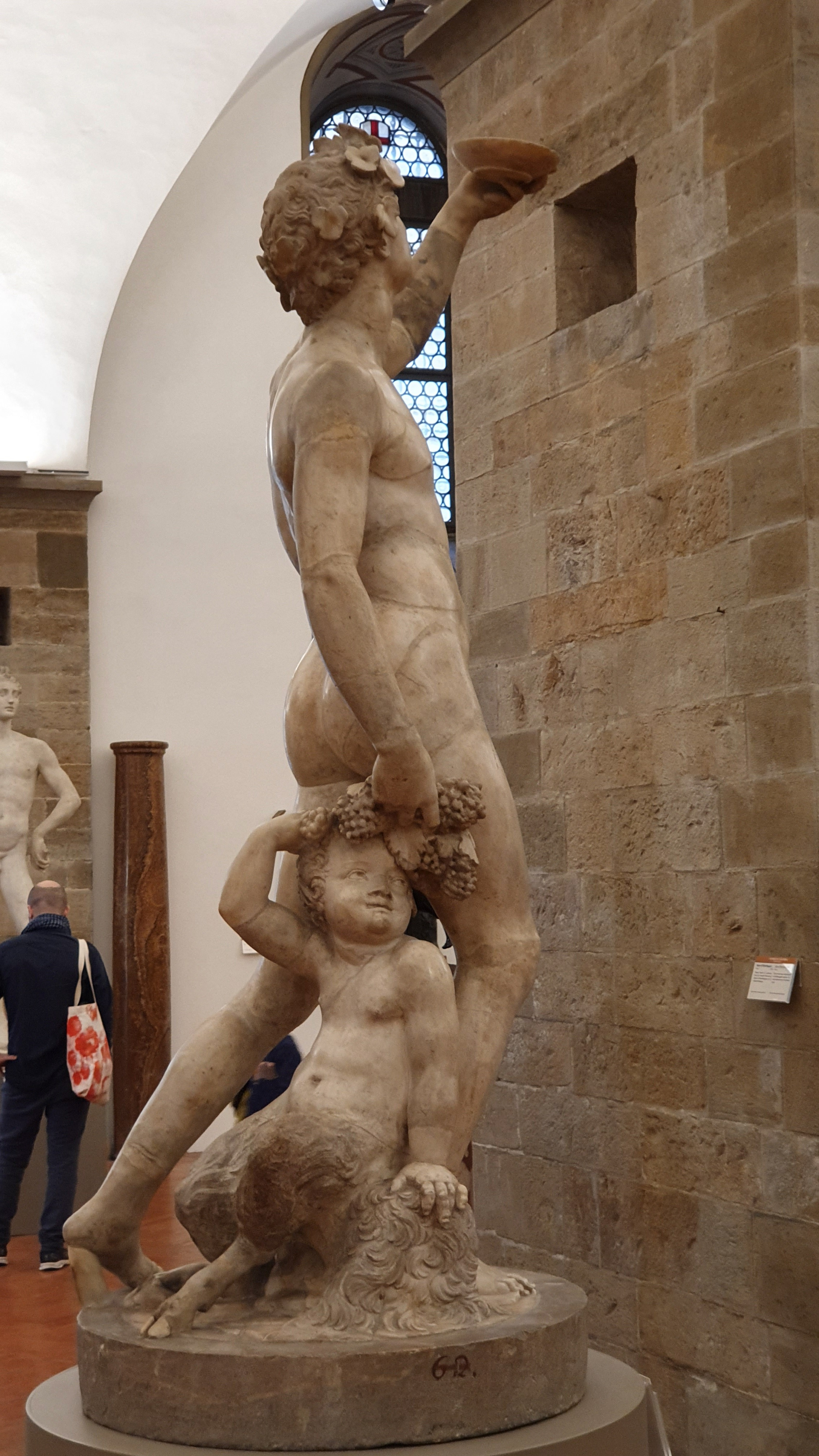